# Середа
Середа — третій день тижня між вівторком та четвергом.

## Історичний аспект
У Давньому Римі цей день був присвячений Меркурію, що збереглося у французькій (mercredi) та іспанській (miércoles) назвах цього дня. У Північній Європі цьому божеству відповідав Одін, від імені якого виникли англійська та голландська назви. У випадку, якщо неділю прийнято за перший день тижня, то середа стоїть посередині тижня, звідси українська, російська та німецька назви. Також середа є посередині трудового тижня між понеділком та п'ятницею (для тих, у кого вихідними є субота та неділя).

## Походження назви в мовах світу
- У японській мові «середа» звучить, як «день води» (水曜日).
- У португальській мові «середа» звучить, як «четвертий день (від суботи)» (quarta-feira), аналогічне значення мають грузинське ოთხშაბათი (отхшабаті), таджицьке чоршанбе.
- На санскриті Будхавар (день Будги).

## Середа в українській культурі
Середу, як і п'ятницю, вважали днем «жіночим», «пісним», а отже, й нещасливим. У народі вірили, що й середа, і п'ятниця супроводжували праведника на той світ за те, що небіжчик постував і вшановував ці дні. Середа і п'ятниця в уявленнях українців — надзвичайно схожі, часто риси однієї асоціювали з образом іншої. Середа — молода дівчина або жінка, що має дванадцять (сорок) дочок і сімдесят сім сестер. У ніч проти середи вона відвідує жінок, карає тих, хто не дотримується приписів та законів, не вшановує середи, допомагає тим, хто її допомоги потребує. Як і в п'ятницю, в середу жінкам було заборонено мити тіло, одягати нову сорочку, чесати волосся. Подекуди вірили: коли жінка чесатиметься дев'ять серед поспіль, у неї помре чоловік. Гріх у цей день було прясти, садити городину. Особливий пошанівок мали іменні середи, до яких належала Жилава, Середохресна, Христопоклонна, Чорна, Права (Переплавна), Суха, Мезина, Всеїдна.